# Eguchi Aimi
Eguchi Aimi (江口 愛実 Giang Khẩu Ái Thực) là một thần tượng hư cấu của Nhật Bản. Cô là một nhân vật tổng hợp CGI gồm nhiều đặc điểm khác nhau của bảy thành viên hiện tại (cũ) thuộc nhà hát/nhóm nhạc thần tượng nổi tiếng AKB48.
Eguchi được công bố là thành viên mới nhất của nhóm vào tháng 6 năm 2011. Theo bản sơ yếu lý lịch chính thức, cô tròn 16 tuổi, sinh ngày 11 tháng 2 năm 1995 và đến từ Saitama, phía bắc Tokyo. Cô được đăng trên tạp chí Nhật Weekly Playboy và xuất hiện trong một đoạn phim quảng cáo truyền hình cho công ty làm mứt kẹo, Ezaki Glico. Sự nghi ngờ dấy lên trong lòng người hâm mộ AKB48 và vào ngày 19 tháng 6 năm 2011, Glico cuối cùng đành thừa nhận rằng Eguchi là một kẻ giả mạo do công ty tạo ra, khiến nhiều người hâm mộ thất vọng. Kể từ tháng 5 năm 2013, cô không còn được liệt kê là thực tập sinh trên trang web chính thức nữa.

## Cộng sự CGI
- Maeda Atsuko (mắt)
- Itano Tomomi (mũi)
- Shinoda Mariko (miệng)
- Oshima Yuko (tóc/thân)
- Takahashi Minami (hình thể)
- Watanabe Mayu (lông mày)